# クロストリジウム・ブチリカム
クロストリジウム・ブチリカム（Clostridium butyricum）は、基質として細胞内に蓄積されたアミロペクチン様α-ポリグルカン（微粒子状）を発酵することによって生育する偏性嫌気性、芽胞形成性、グラム陽性、酪酸産生性の桿菌（酪酸菌）である。クロストリジウム・ブチリカムはヒトの病原体として報告されることは珍しく、アジア（特に日本、韓国、中国）のプロバイオティクスとして広く使用されている。クロストリジウム・ブチリカムは、世界中の様々な地域の土壌や健康な子供や大人の便から培養されており、ミルクやチーズによく使われている。

## 治療上の用途
最初のクロストリジウム・ブチリカムである宮入株は、1933年に日本の宮入近治博士の糞便から単離され、CBM 588は、1963年に長野の土壌サンプルから単離された588番目の宮入株である。CBM 588に基づく調製物は、特に医薬品、医薬部外品、OTC（Over The Counter）などプロバイオティクスとして様々な利用がなされており、アジアの人々、特に日本での安全な使用の長い歴史を有している。CBM 588のヒトのアジア人集団における安全な歴史は、高齢者、妊婦を含む幼児から免疫無防備状態の患者及び入院患者までのCBM 588の使用報告を含む、1963年に遡る様々な査読済みの出版物及び事例研究によって裏付けられている。
その有用性は、高病原性菌の増殖と拮抗することによってクロストリジウム・ディフィシル腸炎の原因菌である高病原性クロストリディオイデス・ディフィシルの増殖を妨害するその能力に主として起因する。日本人の病院では、患者の間でのクロストリジウム・ディフィシル感染予防、特に日和見性クロストリジウム・ディフィシル感染に関連する強力な抗生物質の投与中に、しばしば使用される。 
ミヤリサン製薬（東京、日本）が市販している標準製剤は、1970年に厚生省によって治療薬として認可され、それぞれ0.35 × 106コロニー形成単位（CFU）のクロストリジウム・ブチリカム MIYAIRI 588である。CBM 588は、他の経口投与されたプロバイオティック細菌と同様に、腸内に永久的には定着しない。臨床用のCBM 588は、水中嫌気性発酵、それに続く遠心分離、乾燥、混合および包装によって製造される。 
クロストリジウム・ブチリカムの MIYAIRI 588株は、 クロストリジウム属または他の腸内病原体に関連する毒素および病原性因子をコードする遺伝子を全く有していない。神経毒の産生の欠如は、E型ボツリヌストキシン遺伝子についてのポリメラーゼ連鎖反応（PCR）およびサザンブロッティングハイブリダイゼーションにより実証されている。ボツリヌス神経毒 A、B、Fおよび非毒性赤血球凝集素（NTNH）をコードする遺伝子及びウェルシュ菌毒素（アルファ、ベータ、イプシロンおよびイオタ）をコードする遺伝子の非存在は、ポリメラーゼ連鎖反応（PCR）分析法によって実証されている。 
この株は、 クロストリジウム・ブチリカム・ミヤイリ（CBM）588株、寄託番号FERM BP-2789として、日本の産業技術総合研究所発酵研究所に寄託されている。最近の欧州食品安全局の意見では、公式の菌株命名法をClostridium butyricum FERM BP-2789としている。